# Тетраизотиоцианат кремния
Тетраизотиоцианат кремния — неорганическое соединение,
соль кремния и  роданистоводородной кислоты
с формулой Si(NCS)4,
бесцветные кристаллы,
гидролизуется водой.

## Получение
- Реакция хлорида кремния(IV) и тиоцианата аммония в бензоле:

{\displaystyle {\mathsf {SiCl_{4}+4NH_{4}SCN\ {\xrightarrow {}}\ Si(CNS)_{4}+4NH_{4}Cl}}}

## Физические свойства
Тетраизотиоцианат кремния образует бесцветные, легко гидролизующиеся кристаллы.
Растворяется в хлороформе, тетрахлорметане, ацетоне, бензоле.